# Bom Jesus (Rio Grande do Norte)
Pour les articles homonymes, voir Bom Jesus.
Bom Jesus est une municipalité brésilienne située dans l'État du Rio Grande do Norte.